# پتانسیل مغناطیسی نرده‌ای
پتانسیل مغناطیسی نرده‌ای، ψ، مقداری در الکترومغناطیس کلاسیک، مشابه پتانسیل الکتریکی است. برای تعیین میدان H مغناطیسی در مواردی که جریان آزاد وجود ندارد، به روشی مشابه استفاده از پتانسیل الکتریکی برای تعیین میدان الکتریکی در الکترواستاتیک، استفاده می‌شود.